# One Rincon Hill
Pour les articles homonymes, voir Rincón.
Le One Rincon Hill est un gratte-ciel de San Francisco, aux États-Unis. Il est situé au sud de Harrison Street.
Il abrite surtout des condominiums.